# Bernart de Ventadorn
Bernart de Ventadorn, cunoscut și sub numele francez Bernard de Ventadour (n. probabil 1125 – d. probabil 1192) a fost un trubadur celebru occitan, care a dus la popularizarea genului trobar leu. Este cunoscut mai ales datorită canso-urilor sale, care au ajutat la stabilirea formei clasice a poeziei de iubire curtenească.
Se crede că Bernart de Ventadorn a fost un fiu al unui brutar de la castelul Ventadour, situat în actualul departament Corrèze. Alte surse indică și alte ocupații posibile ale tatălui său, servitor sau soldat. În plus, se crede că mama lui a fost, de asemenea, brutăriță sau servitoare. În poezia Lo temps vai e ven e vire, scrisă la începutul carierei sale, de Ventadorn spune că cel care l-a învățat cum să cânte și să scrie a fost protectorul său, vicontele Eble III de Ventadorn. Primele poezii ale sale au fost dedicate soției vicontelui, doamnei Marguerite de Turenne.
Poezia sa Can vei la lauzeta mover („Când văd ciocârlia mișcandu-se”) a fost înregistrată de către ansamblul muzical englez Mediæval Bæbes pe albumul lor Undrentide. Este și una dintre cele mai cunoscute piese ale lui.